# Сборна партизанска рота на МОО
Сборната партизанска рота на Македоно-одринското опълчение е българска бойна част, участвала в Междусъюзническата война през 1913 година.

## Боен път
При подготовката за започване на Междусъюзническата война се сформират повторно партизански отряди за действие в Македония. Окупираната от Гърция Егейска Македония е разделена на 9 оперативни района, в които трябва да се организират чети. Сборната партизанска рота на МОО е поверена на подполковник Иван Попов и е формирана на 18 май 1913 година. Личният ѝ състав е утвърден окончателно на 3 юни, а оперативните райони са разделени както следва: 1-ви Костурски район с войводи Иван Попов, Васил Чекаларов и Христо Цветков (41 бойци); 13-и Воденски район – Йордан Лазаров и 18 четници; 13-и Б Воденски район – Дякон Евстатий и Григор Джинджифилов – 28 бойци; 14-и Лерински район – Никола Кръстев с 11 четници; 14-и „Б“ Лерински район – Павел Христов с 3 четници; 14-и В Лерински район – Марко Иванов с 4 четници; 16-и Гюмендженско-Воденски район – Михаил Радев Странджата, Ичко Димитров Гюпчето, Коста Христов Попето, Лазар Делев и Иван Пальошев със 117 четници; 19-и Солунски район – Георги Мончев и Гоце Междуречки с 39 четници; 19-и „Б“ Солунски район – Михаил Думбалаков с 37 четници. Първоначално се предвиждат общо 8 чети със 188 четници, но впоследствие броят им нараства до 17 чети с 309 четници.
В средата на юни 1913 година от Дойран за Костурско заминават с войводи и четници, сред които Христо Цветков, Илия Димушев, Н. Иванов, Григор Джинджифилов, Дончо Лазаров, Панайот Карамфилович, Пандо Сидов и други. Потеглят на югоизток в авангарда на 41-ви и 42-ри пехотни полкове от българската армия. При Фурка на 17 юни 160 четници и войници разбиват сръбски части, а между селата Стояково и Богданци пленяват 80 евзони и 1 подпоручик. Заедно с кавалерийски части освобождават Гевгели и при Тушин, Мъгленско, бият отново гръцки части.
На 19 юни Гевгели попада отново в гръцки ръце и по-голямата част от четата се изтегля. Васил Чекаларов, Иван Попов, Никола Кузинчев, Христо Цветков и Пандо Сидов продължават към Костурско. На 2 – 3 юли попадат в засада при дефилето Дармани, Воденско, от която Васил Чекаларов измъква четата с хитрост. Престорва се на гръцки офицер, преследващ четата на Чекаларов, и преминава поста. На 4 юли в Чеган четата е издадена, а Чекаларов е ранен леко. Четата се разделя на две и Иван Попов и Пандо Сидов заминават за Баница, но търпят поражение на 5 юли. Същия ден и четата на Чекаларов е разпръсната, той е ранен повторно, но четниците достигат до планината Вич на 8 юли. Васил Чекаларов е убит в сражение с гръцки войници на 9 юли 1913 година край Бел камен (днес Дросопиги). Двадесет и шест от четниците на Чекаларов са съдени в Солун от военен трибунал и получават различни присъди.